# DAI (computer)

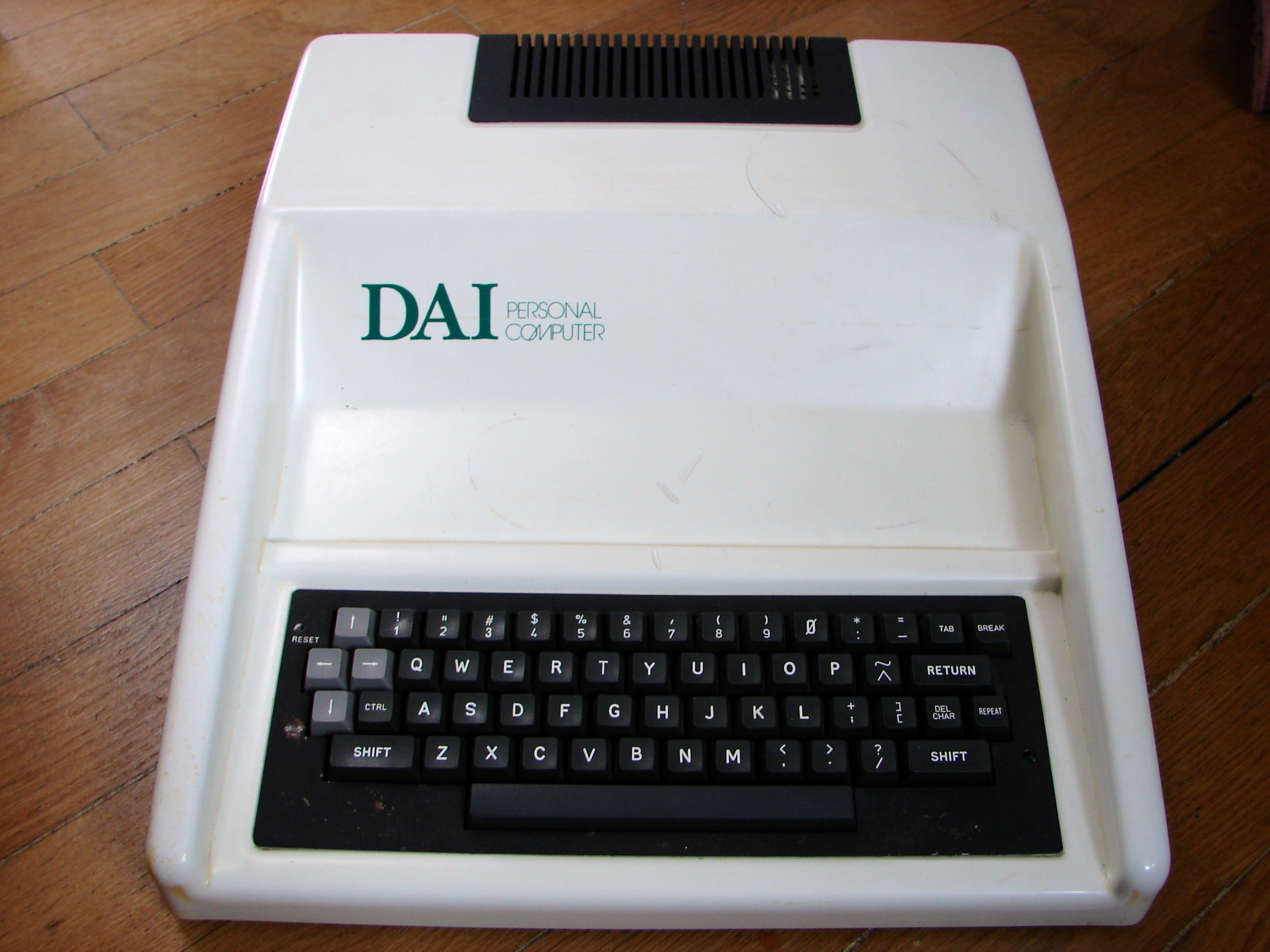
Primo modello, etichettato DAI Personal Computer

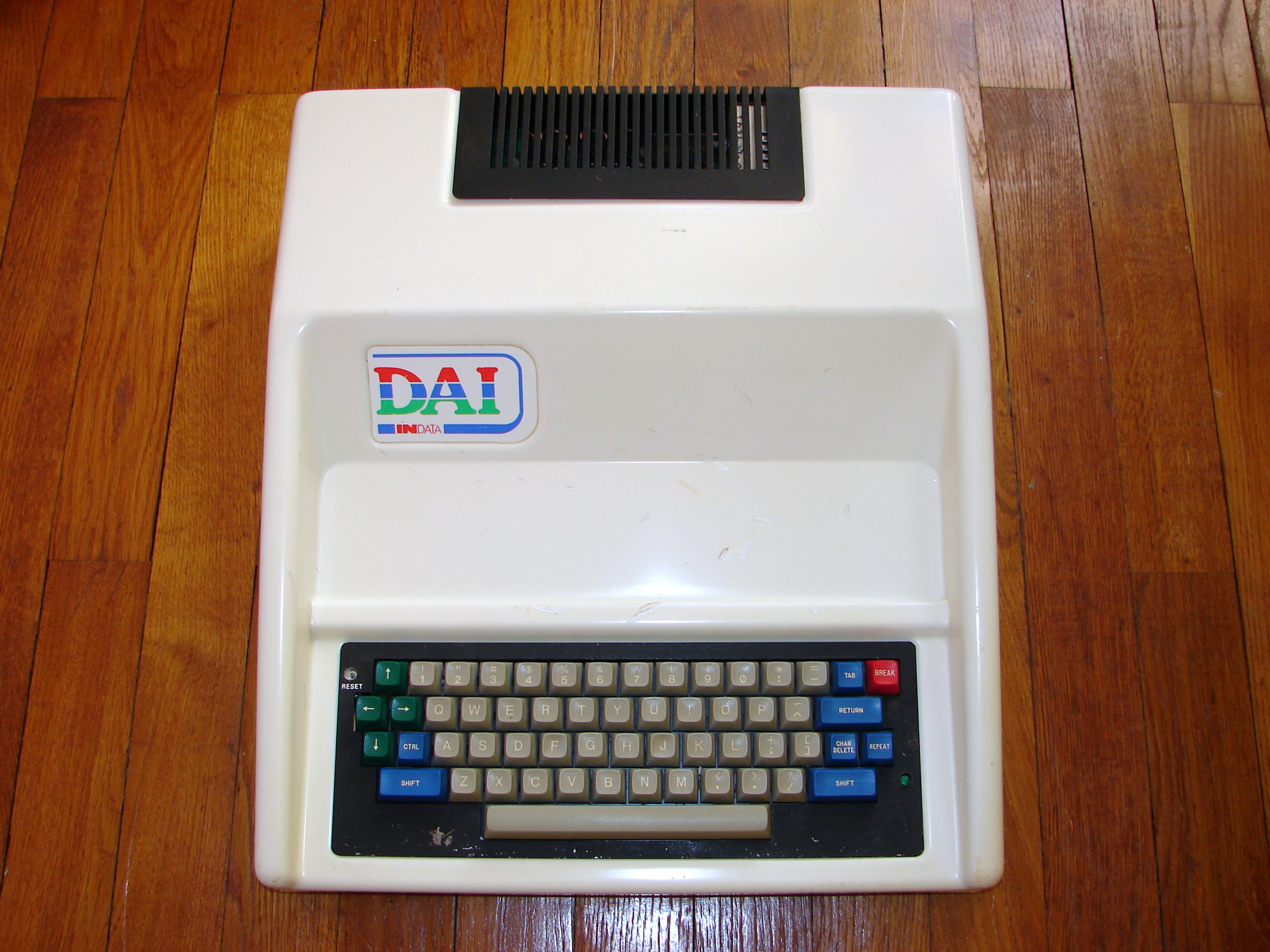
Il secondo modello del DAI, prodotto dalla InData

Il DAI o DAI Personal Computer è un home computer del 1980 prodotto dall'azienda belga Data Applications International (dalla cui sigla viene il nome), basato sul microprocessore Intel 8080A e con 48 kB di RAM di serie.
Dopo il fallimento della DAI nel 1982, la produzione del computer fu continuata per qualche anno dalla InData, mantenendo il nome del computer. Il DAI, sebbene commercializzato in vari paesi europei, non trovò grande diffusione e rimane un computer storico relativamente sconosciuto.
A suo tempo il DAI si faceva notare per la grafica ad alta risoluzione, con ben 12 modalità a 16 colori, tre generatori audio indipendenti indirizzabili su due canali stereo, funzioni specifiche per la sintesi vocale, doppia interfaccia per registratore a cassette, modulatore uscita video a colori molto stabile, e un BASIC residente molto esteso. Si presentava come uno dei computer più completi per la fascia degli hobbisti, ma il costo almeno all'inizio era relativamente elevato.